# Biosatellite

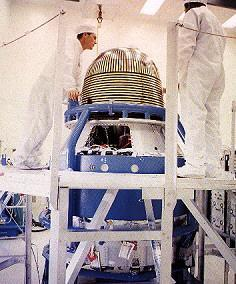
Biosat 3.

Biosatellite fue un modelo de satélites artitificiales de la NASA diseñado a principios de los años 1960 con el fin de estudiar los efectos del entorno espacial en organismos vivos. Los satélites Biosatellite iban equipados con una cápsula de reentrada para el regreso de las plantas y animales enviados en la misión, de una duración de un mes cada una aproximadamente.
Los problemas técnicos y en la dirección del proyecto produjeron que el tercero de los satélites volase, con un mono en su interior, sólo tres semanas antes del primer alunizaje. La misión terminó prematuramente a los nueve días, muriendo el mono poco después del regreso a tierra. El proyecto fue objeto de burlas por parte de la prensa. Las tres misiones restantes planeadas para las naves Biosatellite fueron canceladas.